# وسيلة تمزالي
وسيلة تمزالي ولدت في 10 يوليو 1941 في بجاية بالجزائرعام 1941 لأب جزائري وأم اسبانية وهي مفكرة وكاتبة وحقوقية تناضل دائماً من أجل المرأة وحقوقها وتسعى إلى تأسيس خطاب نسوي جديد على أبعاد فلسفية وسياسية واجتماعية. أشرفت مؤخراً على كتاب «قصص صغيرة من تاريخ الثورات العربية» الذي يشارك في كتابته 40 كاتباً جزائرياً وعربياً 

## سيرتها
محامية سابقة لدى محكمة الجزائر العاصمة من 1966 إلى 1977، ومديرة سابقة لحقوق المرأة في اليونسكو بباريس. كانت عضوًا في الهيئات الإدارية لجبهة القوى الاشتراكية بعد عام 1989. واليوم، تقسم وقتها بين الكتابة والعمل النضالي داخل الحركة النسوية المغاربية ومن أجل الحوار بين شعوب البحر الأبيض المتوسط.
في 1992، شاركت بتأسيس جمعية المساواة المغربية وأصبحت المدير التنفيذي لها في 2006. وفي 1996، أصبحت مديرة برنامج اليونسكو لتعزيز مكانة المرأة في حوض البحر المتوسط. من 1996 وحتى 2003، اشتركت في المنتديات المدنية ليورو ميد EuroMed حيث كانت مختصة باجتماعات النساء وحوار الثقافات. في 2001، تم انتخابها نائبة رئيس المنتدى الدولي لنساء البحر المتوسط. في 2005، كانت عضوة اللجنة المنظمة للمؤتمر العالمي للدراسات النسوية حول الهجرة في دورته العاشرة.

## الحياة المهنية
1966 عملت محامية لدى مجلس قضاء الجزائر لمدة 11 عام.
مطلع السبعينيات عملت محررة في المجلة المغاربية Contact
1979 عملت مديرة برنامج حماية حقوق المرأة بمنظمة اليونسكو
1982 أسست جمعية Maghreb Egalité دفاعاً عن حقوق المرأة المغاربيّة

## أعمالها
- كتاب نشأة جزائرية 2007
- كتاب امرأة غاضبة 2009